# San José Río Manzo
San José Río Manzo är en ort i Mexiko.   Den ligger i kommunen San Juan Lalana och delstaten Oaxaca, i den sydöstra delen av landet, 400 km sydost om huvudstaden Mexico City. San José Río Manzo ligger 89 meter över havet och antalet invånare är 1 862.
Terrängen runt San José Río Manzo är platt åt nordost, men åt sydväst är den kuperad. Runt San José Río Manzo är det ganska glesbefolkat, med 24 invånare per kvadratkilometer. Närmaste större samhälle är Playa Vicente, 19,1 km norr om San José Río Manzo. Omgivningarna runt San José Río Manzo är en mosaik av jordbruksmark och naturlig växtlighet.